# МСК+2
| KALT | МСК−1 (калининградское время)  | MSK–1 (UTC+2)  | 01:14 |
| MSK  | МСК (московское время)         | MSK+0 (UTC+3)  | 02:14 |
| SAMT | МСК+1 (самарское время)        | MSK+1 (UTC+4)  | 03:14 |
| YEKT | МСК+2 (екатеринбургское время) | MSK+2 (UTC+5)  | 04:14 |
| OMST | МСК+3 (омское время)           | MSK+3 (UTC+6)  | 05:14 |
| KRAT | МСК+4 (красноярское время)     | MSK+4 (UTC+7)  | 06:14 |
| IRKT | МСК+5 (иркутское время)        | MSK+5 (UTC+8)  | 07:14 |
| YAKT | МСК+6 (якутское время)         | MSK+6 (UTC+9)  | 08:14 |
| VLAT | МСК+7 (владивостокское время)  | MSK+7 (UTC+10) | 09:14 |
| MAGT | МСК+8 (магаданское время)      | MSK+8 (UTC+11) | 10:14 |
| PETT | МСК+9 (камчатское время)       | MSK+9 (UTC+12) | 11:14 |

МСК+2, московское время плюс 2 часа — время 4-й часовой зоны России, соответствует UTC+5. Используется также неофициальное название «екатеринбургское время».
Это время применяют Республика Башкортостан, Пермский край, Курганская область, Оренбургская область, Свердловская область, Тюменская область, Челябинская область, Ханты-Мансийский автономный округ — Югра и Ямало-Ненецкий автономный округ.

## История
На территории России время, опережающее на 2 часа московское время (МСК+2), стало применяться с 1919—1924 годов, когда в стране вводилась международная система часовых поясов.
К 1970-м годам время МСК+2 перестали применять два северных региона — Коми АССР и Ненецкий национальный округ, которые последовательно переходили сначала на время МСК+1, а затем на московское время.

### Время МСК+2 относительно UTC
Начиная с указанной даты:
- 02.05.1924 — UTC+4;
- 21.06.1930 — UTC+5;
- 01.04.1981 — UTC+6 (летнее), UTC+5 («зимнее»);
- 31.03.1991 — UTC+5 (летнее), UTC+4 («зимнее»);
- 19.01.1992 — UTC+5;
- 29.03.1992 — UTC+6 (летнее), UTC+5 («зимнее»);
- 27.03.2011 — UTC+6 (летнее);
- 31.08.2011 — UTC+6;
- 26.10.2014 по настоящее время — UTC+5.

### Время МСК+2 в регионах
По состоянию на данный год или начиная с указанной точной даты — для краткости указан административный центр региона (по административно-территориальному делению на 2015 год), в скобках приведено бывшее на тот момент название города:
- 1962 — Екатеринбург (Свердловск), Курган, Оренбург, Пермь, Тюмень с ближайшими к городу западными районами Тюменской области, Уфа, Челябинск[3].
- 1969 — Екатеринбург (Свердловск), Курган, Оренбург, Пермь, Салехард, Тюмень, Уфа, Ханты-Мансийск, Челябинск[4].
- 01.10.1981 — Екатеринбург (Свердловск), Курган, Оренбург, Пермь, Уфа, Челябинск.
- 01.04.1982 — Екатеринбург (Свердловск), Курган, Оренбург, Пермь, Салехард, Тюмень, Уфа, Ханты-Мансийск, Челябинск.
- 29.09.1991 — Екатеринбург, Ижевск, Курган, Оренбург, Пермь, Салехард, Тюмень, Уфа, Ханты-Мансийск, Челябинск[* 3].
- 19.01.1992 по настоящее время — Екатеринбург, Курган, Оренбург, Пермь, Салехард, Тюмень, Уфа, Ханты-Мансийск, Челябинск.

## Часовая зона МСК+2
- Башкортостан
- Пермский край
- Курганская область
- Оренбургская область
- Свердловская область
- Тюменская область
- Челябинская область
- Ханты-Мансийский автономный округ — Югра
- Ямало-Ненецкий автономный округ